# Kleiner Samurai
Der Kleine Samurai ist ein offizielles Sportabzeichen des Deutschen Karate Verbands für Kinder zwischen sechs und 14 Jahren. Dabei werden jeweils dem Alter angemessene Übungen gemacht, um eine weitere von drei vorgegebenen Stufen zu erreichen. Allerdings erschweren sich die Übungen nur bzgl. des Alters (und des Geschlechts), nicht aber mit zunehmender Stufe. Die erhaltenen Sticker werden dann an den Karate-Gi angenäht, und der Test wird in den Karate-Pass unter Erfolge eingetragen.

## Die Stufen

Kosho

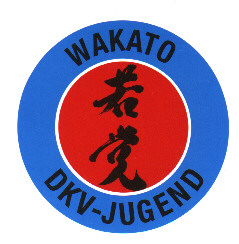
Wakato

Jushi

- Kosho (= Kind-Samurai)
- Wakato (= Jung-Samurai)
- Jushi (= Erfahrener Samurai)

## Übungen
Zum Erlangen des ersten oder eines weiteren Abzeichens müssen die folgenden Übungen gemacht werden:

### Bauchmuskeltraining
Der Prüfling legt sich auf den Rücken mit abgewinkelten Beinen auf einen Kasten, so dass eine Stellung herauskommt, die man als auf dem Rücken liegendes Sitzen bezeichnen könnte. Jetzt muss der Oberkörper (mit ausgestreckten Armen) so weit nach vorne gebeugt werden, dass die Hände über den Knien liegen. Dies muss abhängig vom Alter vier, fünf, sieben oder zehn Mal mit beiden Armen auf der linken, auf der rechten und dann auf beiden Seiten wiederholt werden.

### Rückenmuskeltraining
Hierzu legt man sich mit dem Unterkörper (bis zur Hüfte) auf einen Kasten und lässt den Oberkörper nach vorne herunterhängen. Die Aufgabe besteht darin, sich mit auf die Seite gestreckten Armen drei, vier, fünf oder sieben Mal zehn Sekunden gerade auszustrecken.

### Knieliegestütz
Knieliegenstütz, auch Frauenliegestütz genannt, funktionieren genauso wie normale Liegestütz, allerdings darf man sich dabei auf die Knie anstatt auf die Fußballen stützen; es müssen in einer Minute möglichst viele davon gemacht werden.

### Seilspringen
Dies ist die einzige Übung, in der Mädchen eine größere Leistung vorweisen müssen als Jungen. 14-jährige Mädchen müssen mindestens 85, gleichaltrige Jungen nur mindestens 75 Sprünge in den 60 Sekunden schaffen. Es sind alle Variationen des Springens erlaubt, nicht geschaffte Sprünge müssen wiederholt werden, es darf aber weitergezählt werden.

### Japan-Lauf
Der sog. Japan-Lauf ist ein Zick-Zack-Lauf (oder Sprint), bei der fünf Linien in einer bestimmten Reihenfolge in möglichst hohem Tempo überschritten werden müssen (Die Linien sind allerdings im Zickzack angelegt (2, 1|4, 3, 5), d. h. es müssen auch Haken geschlagen werden.)

### Ausdauerlauf
Es müssen 600, 800 oder 1000 Meter in einer bestimmten Zeit gelaufen werden.

## Bedingungen
Um an dem kleinen Samurai teilnehmen zu können, müssen folgende Bedingungen erfüllt werden. Man muss:
- am ersten Januar des aktuellen Jahres zwischen 6 und 14 Jahre alt gewesen sein,
- im DKV Mitglied sein, d. h. man hat eine aktuelle Jahressichtmarke,
- es müssen mindestens sechs Monate seit der letzten kleinen Samurai-Prüfung vergangen sein.